# Vidkun Quisling

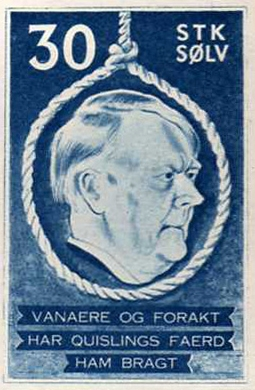
Névtelen bélyegjavaslat 1941-ből

Vidkun Abraham Lauritz Jonnsøn Quisling (1887. július 18. – 1945. október 24.) hazaárulásért kivégzett norvég szélsőjobboldali katonatiszt, politikus, Norvégia kollaboráns kormányának vezetője a második világháborús náci német megszállás alatt.

## Élete

### Ifjúsága
A norvégiai Fyresdalban született, apja Jon Lauritz Qvisling evangélikus lelkész és híres genealógus volt. Édesanyja Anna Caroline Bang egy dél-norvégiai felsőosztálybéli családból származott. Vidkun 1911-ben belépett a Norvég Királyi Hadseregbe, és kiváló vizsgái után hamarosan őrnaggyá léptették elő.
Az első világháború idején Norvégia semleges maradt, s bár Quisling ellene volt a pacifizmusnak, de látva a háború okozta hatalmas emberveszteségeket elhatárolódott attól, hogy Norvégia esetleges belépése mellett lépjen fel.
Katonai attasé volt először Szentpétervárott (1918–1919), majd Helsinkiben (1919–1921). A Szovjetunióban mély benyomást tettek rá a bolsevik módszerek, és megismerkedett Trockijjal. Quisling jól ismerte az orosz nyelvet és történelmet, mindkét felesége orosz volt.

### Humanitárius missziói
Hazatérve közeledett az erős kommunista munkáspárthoz, és javasolta nekik egy Vörös Gárda felállítását. A kommunisták gyanakvással szemlélték a volt királyi tiszttől érkező ajánlatot, és visszautasították. Quisling közben kilépett a hadseregből (1921), hogy csatlakozhasson a híres felfedező, tudós és humanista Fridtjof Nansen jótékonysági útjához az éhínség sújtotta Oroszországban. Nansen, akit küldetésében a Nemzetközi Vöröskereszt is támogatott, a diplomácia és a meggyőzés erejével 400 000 német és osztrák–magyar hadifogoly szabadon bocsátását érte el. Quisling és mások segítségével segélykonvojokat szervezett az éhínség és a polgárháború által fenyegetett oroszok százezreinek. A volt katonatiszt 1924–25-ben a Balkánon, majd a Krímben tartózkodott, és a Népszövetség utasítására segélyakciókat szervezett. 1925-ben, Örményországban visszatért Nansenhez, majd később Moszkvába ment. 1927–1929 között itt a brit érdekeket képviselte (akkoriban ugyanis bevett gyakorlat volt, hogy két olyan ország, amelyek között nem volt diplomáciai kapcsolat, semleges államok képviselőin keresztül érintkezett).
1928-ban a szovjetek valutacsempészettel vádolták meg, ezért rövidesen el kellett hagynia az országot. Ennek okán szakított a kommunizmus nézeteivel, és átállt a szélsőjobboldali politikára.
Politikai elgondolásait illetően már az 1920-as évektől kimutatható volt a faji jellegű irányultság (a skandináv felsőbbrendűség elve) és az antiszemitizmus.

### A norvég politika élvonalában
Hazatértekor Quisling őrnagy honvédelmi miniszter lett (1931–1933) az agrárkormányban, és elterjedt róla, hogy rendkívül energikus. Quisling brutalitást is alkalmazva fegyveres erővel leverte az állami vízenergia-telepek munkásainak lázadását Menstadban. A média központi személyiségévé nőtte ki magát, bár azt terjesztették róla, hogy képtelen a rendes politikai párbeszédre. Ettől fogva Quisling az egyik legellentmondásosabb személyisége lett a norvég közéletnek. Hatósági nyomást gyakorolt többször a szakszervezetekre, és hogy az állítólagos „kommunista felforgatók” ellen fellépjen, fegyveres milíciát is szervezett. 1933-ban benyújtotta lemondását, és kilépett a kormányból.

### A nemzetiszocializmus bűvöletében
1933. május 17-én barátaival, Hjorttal, a Nobel-díjas Hamsunnal, Ragnvald Hvosleffel és Frederik Prytzcel megalakította a Nemzeti Egységpártot (Nasjonal Samling). Quisling pártja egyértelműen a hitleri NSDAP másolata volt. Az összes pártszervezetet lemásolták: volt Nemzeti Szervezet (Riksorganisasjon), lánytagozat (Kvinneorganisasjon), véderő (Kamporganisasjon), „Quisling-jugend” (NS Ungdoms-Fylking) stb. A párt alapító tagjai felesküdtek a kommunizmus elleni harcra és egy új rend bevezetésére az országban. Az NS választott attribútuma a napkereszt lett. 1934-ben a párt átvette a náci tisztelgést.

## ANasjonal Samlingkudarcai
Quisling erőfeszítései ellenére az NS egy székhez sem jutott a parlamentben (Storting). A norvégok többsége idegenkedett a német külsőségeket, antiszemitizmust és gyűlöletbeszédeket imitáló Nasjonal Samlingtól. A norvég sajtó Quislinget már ekkor a norvég Hitler-nek nevezte. Ez a bukás megkérdőjelezte a politikai formáció jövőjét. Quisling radikalizálódó pártja immár egyházi támogatás híján az 1936-os választásokon is megbukott. 1937-ben megkezdődött az NS szétforgácsolódása, mind többen léptek ki a pártból. A kezdeti 55 000 fő helyett alig 10 000 tagja maradt az NS-nek.
Ennek tetejében súlyos anyagi gondjai támadtak Quislingnek, s támogatók híján a politikai tevékenységét sem tudta finanszírozni egymaga. Feláldozta erre az örökségét és számos birtokában levő, korábban Oroszországban begyűjtött luxuscikket kezdett eladni, többek között neves festők (Rembrandt, Frans Hals és mások) műveit, melyek mégis messze áron alul keltek, ugyanis Quisling nem tudta az eredetiségüket kellően igazolni.
Quisling folytatta kampányát egy norvég–olasz–német szövetség érdekében, ám harca eredménytelen maradt egészen 1939-ig, amikor ismét az események előterébe került. Alfred Rosenberggel, a náci teoretikussal fennálló kapcsolata révén ugyanis ez év december 11-én találkozott Erich Raederrel, a német hadiflotta (Kriegsmarine) főparancsnokával. Meglepő módon azonban Quisling elítélte a kristályéjszaka eseményeit. A németektől előzetesen kapott ekkor pénzügyi támogatást, hogy tovább terjeszthesse a náci eszméket Norvégiában.
Quisling hitte, hogy Nagy-Britannia rá akarja tenni a kezét Norvégiára, hogy ezzel elzárja a svéd acél útját Németországba, amely a létfontosságú nyersanyagtól megfosztva képtelen lett volna folytatni a harcot. Az NS Førere (a német Führer mintájára) tárgyalásai során Rosenberget és Raedert Norvégia elfoglalásának pártjára állította. Felmerült az Északi-Atlanti-óceán mérhetetlen térségeinek ellenőrzése. A jégmentes norvég kikötők birtokbavételével a Kriegsmarine kiszabadult volna a Balti-tengerről, és veszélyeztetni tudta volna a szövetségesek utánpótlási vonalait. Rosenberg még az árja Norvégia Németországgal való egyesítéséről is ábrándozott, hogy növelje az ezeréves Birodalom hatalmát. Raederrel való találkozása okán Quislinget Hitler elé vezették, akit győzködni kezdett, hogy nyújtson segítséget egy puccshoz Norvégiában. Bizonygatta, hogy képes átvenni a hatalmat az NS véderejével (ez teljesen irreális volt, mert az NS párttagsága 1940 tavaszára alig 2000 főnyire olvadt), kérte Norvégia német megszállását és kijelentette, hogy kész a lehető legteljesebb mértékben kielégíteni a német igényeket.

## Norvégia a II. világháborúban
1940 januárjában a német főparancsnokság parancsot adott a Norvégia elleni hadjárat megtervezésére. A titkosszolgálat figyelmeztette Hitlert, hogy a szövetségesek a finnek megsegítésére készek 40 000 embert Norvégiába helyezni. Február 19-én megkezdődtek az előkészületek az invázióra a svéd acél védelmében. Április 2-án Hitler elrendelte a támadás előkészítését. Április 5-én Berlinben fogadta Quislinget, akit felvilágosított, hogy 8-án megindul a Weserübung hadművelet. A norvég vezér, akinek Hitler csak jelentéktelen szerepet szánt, biztosította a náci kancellárt, hogy honfitársai nem fognak ellenállni. A hadműveletek kezdetekor Quisling rádión jelentette be a hatalomátvételt és felszólította Norvégiát, hogy ne álljon ellen a német hadseregnek (az eseményt a történelem első rádiós puccs-ának is nevezik). A közvélemény nem volt hajlandó tudomást venni a puccsról és kitartottak Johan Nygaardsvold kormánya mellett. Haakon király is megtagadta a németek azon követelését, hogy kinevezze Quislinget államfőnek, így téve lehetővé a békés német bevonulást Norvégiába. Döntésével a Storting is egyhangúlag egyetértett.
A német hadsereg bár gyors sikert ért el a kis norvég haderővel szemben, de a norvégok a velük harcoló francia, lengyel és brit egységekkel nem elhanyagolható mértékű ellenállást fejtettek ki a Wehrmachttal szemben. A Harmadik Birodalom április 9-én elismerte Quisling „nemzeti kormányát”. A puccs azonban csak arra volt jó, hogy a norvégok ellenállásának elszántságát erősítse.
A brit sajtót elárasztották a norvég árulót szidalmazó cikkek, és a Quisling név hamarosan köznevesült: a hazaáruló szinonimájává vált. Puccsának kudarca súlyos presztízsveszteség volt számára a hazai és nemzetközi színtéren. Ráadásul a királyt sem sikerült elfognia a bevonuló németeknek, így VII. Haakon az ország északi felébe menekülve hivatalosan is kérte a szövetségesek beavatkozását, majd Nagy-Britanniába emigrált. Hitler tisztában volt a helyzettel, és lemondatta bábját (1940. április 15.). Az állam élére Josef Terboven birodalmi biztost állították (1940–1945). A Wehrmacht a politikai balsiker ellenére legyőzte a norvégokat és hamarosan kiverte a szövetséges hadakat Norvégiából, és ellenőrzése alá vonta az országot. Quislinget csak az ellenállás felerősödésekor, 1942 februárjában nevezték ki ismét miniszterelnöknek. (A pozíciót hivatalosan csak 1943. január 1-jén foglalta el.) A pártvezér a német megszállás egész ideje alatt azon fáradozott, hogy Norvégiát nemzetiszocialista hisztériába rángassa. Véleménye szerint a szovjet-angol szövetség már ellehetetlenítette Norvégia semlegességét és nem maradhat ki ezért a háborúból.
A náci ország politikáját és minden szervezetét át akarta másolni Norvégiába. Felelős volt 1000 norvég zsidó deportálásáért (volt barátja és munkatársa Fridtjof Nansen családtagjait is deportálták). Akkoriban 2100 zsidó élt Norvégiában, köztük Ausztriából és Németországból, a nácizmus elől elmenekült egyének. Az antiszemita politika részeként visszaállított egy 1851-ben eltörölt törvényt, amely tiltotta zsidók bevándorlását Norvégiába és koncentrációs tábort állítottak fel Tønsbergben. A deportált norvégiai zsidók legtöbbjét Auschwitzban pusztították el gázkamrákban. Csupán 34 személy élte túl a haláltáborokat. Az üldözött norvég zsidókat az ellenállás és a rendszerrel együttműködni nem akaró rendőrök figyelmeztették, így másrészük túlélte a holokausztot Norvégiában vagy sikerült a semleges Svédországba távoznia.
Támogatta a Waffen-SS-nek újoncokat toborzó hálózat kiépülését. Vasmarokkal kormányozta „országát”, együttműködött a Gestapóval, keményen fellépett az ellenállók ellen, több náciellenes személyt kivégeztetett. Az effajta fellépései gyakorta még a németek rosszallását is kiváltotta, mint például Eivind Berggrav evangélikus püspök elleni vádemelés.
Tevékenysége azonban nem volt eredményes, mert a norvégok többsége elutasította őt, s erős maradt az ellenállás az országban. Amikor erőszakkal akart bekényszeríteni iskolásokat a Hitlerjugend mintájára szervezett Nasjonal Samlings Ungdomsfylking-ba, az a norvég pedagógusok tömeges felmondását eredményezte országszerte.
Ráadásul Josef Terbovennel is konfliktusa volt. Quisling csak hosszas tárgyalások és győzködés árán tudta elérni, hogy Terbovent visszarendeljék Németországba, s ő kapjon nagyobb szerepet Norvégia irányításában. Ezért is tett meg Quisling szó szerint mindent a németekért, hogy Hitler ne bánja meg a kinevezését. Arra számított, hogy ezáltal akár teljes függetlenséget nyerhet a Harmadik Birodalomtól. A bábdiktátor azonban mindjobban szembekerült saját népével, aki előtt azt is kijelentette, bármi áron Norvégiára kényszeríti az új rezsimet, akár tetszik a népnek, akár nem. A németek is kezdték már semmibe venni, így rendkívül megalázó volt számára, hogy nem írhatott közvetlenül Hitlernek levelet.
Quisling szerette volna aktívan kivenni a részét a Szovjetunió elleni háborúból (ezzel is próbálván visszanyerni Hitler bizalmát), sőt megpróbált norvég területi igényt érvényesíteni a szovjet kézben levő Kola-félszigeten, valamint a finn Petsamóban, ami viszont a finnek és németek erős nemtetszését váltotta ki. Hogy jelenlétét az általa igényelt területen megalapozza, egy 30 ezer fős norvég kollaboráns haderőt akart Finnországba telepíteni, de csak egy ezerfős Norvég Légió létrehozása futotta, amely távol, Leningrád ostromában harcolt a szovjetek ellen, majd rövid időn belül feloszlott. Norvégiából 15 ezer önkéntes jelentkezett a Wehrmachtnál, de azok inkább közvetlenül az SS-ben szolgáltak, mivel nem akartak Quisling alatt katonáskodni a légióban.
Quisling a háború második felében le akart számolni azokkal a norvég tisztekkel, akik nem csatlakoztak hozzá és egyetemi hallgatókat is deportálni akart. Ez lépése azonban már Hitlert is feldühítette. Quislingnek ismét megálljt parancsoltak szövetségesei és tervei (kényszersorozás) újfent megbuktak a norvégok ellenállásán, ami újabb megalázó kudarc volt a számára.
1945. január 20-án még meglátogatta Hitlert Berlinben, ahol teljes függetlenséget kért Norvégia részére, cserébe maximális támogatásáról biztosította Németországot. A németek azonban közölték vele, hogy a szovjet és brit előre nyomulás miatt az ún. felperzselt föld taktikájához folyamodnak Norvégiában is. Quisling megrettent ettől és hiába kérte Hitlert, hogy ne alkalmazzák ezt a stratégiát visszavonulásnál. Szintén kérte Hitlert, hogy ne legyenek megtorlások se a norvég civilek ellen, amiért azok az ellenállást támogatják. A németek egyszerűen tudomást se vettek róla. Quisling állítólag még el is sírta magát a sikertelen közbenjárása hatására, mert tudta, hogy ezzel lemoshatatlan marad rajta az áruló bélyege. Azt természetesen kereken megtagadta Hitlernek, hogy aláírjon egy olyan utasítást, amely több ezer norvég fogoly kivégzésére adott parancsot. Ez az elhatározása feldühítette Terbovent, aki kivonult a tárgyalásról.

## Quisling bukása
Norvégiát brit és szovjet csapatok szabadították fel a német megszállás alól 1945 májusában. Quisling biztosítani akarta magát, és arra készült, hogy a Nagy-Britanniából visszatérő emigráns norvég kormánynak és a királynak átadja a hatalmat, ezért elrendelte a hozzá hű erők kapitulációját is. Quislinget az oslói Gimle palotában tartóztatták le, és a városi központi rendőrkapitányságára vitték, ahol 160 brit ejtőernyős vigyázott rá. Sven Arntzen ügyvéd, a norvég ellenállás egyik vezére követelte, hogy mint gyilkost tartsák fogva Quislinget. Terbovent nem tudták elfogni, mert felrobbantotta magát.
Quislinget szigorú őrizetben tartották több mint két hónapig egy aránylag szűk cellában, ahol csak egy asztal, mosdó és egy lyuk volt szükségletei elvégzésére. Őrizete alatt folyamatos megfigyelés alatt állt, nehogy öngyilkosságot kíséreljen meg, mint Terboven. Innen áthelyezték az oslói Akershurs várba, ahol megvárhatta a tárgyalását. Védőjének Henrik Berghet tették meg. Quisling ekkor már beteg volt a szűk cellában eltöltött hosszú idő miatt, lesoványodott és végtagfájdalmai voltak.
Pere kezdetén Quislinget még puccskísérlettel, az alkotmány erőszakos megváltoztatásának kísérletével, az 1940. évi német támadáskor elrendelt mozgósítás visszavonásával és a németekkel való együttműködéssel vádolták meg, később ez kiegészült azzal a vádponttal, hogy ő végeztette ki 1943-ben Gunnar Eilifsen rendőrtisztet. A tényeket Quisling egyszer sem tagadta, de elutasította azt, hogy ezekkel bűnt követett volna el. Hatvan oldalas válaszában azzal érvelt, miszerint azon fáradozott, hogy Norvégia a német megszállás alatt is szabad és virágzó ország legyen.
Július 11-én kiegészített vádpontokkal már sikkasztás, lopás, többszörös gyilkosság és hazaárulás (Hitlerrel való összeesküvés Norvégia megszállására) bűneit rótták fel Quislingnek. A tárgyalást augusztus 20-án nyitották meg. Quisling továbbra is azzal védekezett, hogy a megszállás ellenére Norvégia függetlenségét akarta fenntartani, de ez ellen az állítás ellen felhozták azoknak az eseményeknek a tényét, amelyek Norvégiában a német megszállás alatt végbementek. Az ügyészség itt hivatkozott még egyes német tisztviselők vallomására is, akiket a megszállók állítottak a norvég intézmények élére, és akik részletesen taglalták Quisling szerepét, így például a norvégiai zsidók deportálásánál. Ugyancsak Quisling ellen vallott a Nasjonal Samling számos tagja is.
Quisling egészségi állapota a tárgyalás alatt tovább romlott, s később már nem tudott érdemben felszólalni saját védelmében. Az ítéletet szeptember 10-én hozta meg a bíróság. Bár néhány vádpontot ejtettek, de Quislinget hazaárulás vétségében bűnösnek találták, és golyó általi halálra ítélték. A döntés ellen Quisling és védője a Legfelsőbb Bírósághoz fellebbezett, amit októberben elutasítottak. Oslo Akerhus erődjében hajtották végre az ítéletet.
Quislinget 1945. október 24-én hajnali háromnegyed három előtt öt perccel kivégzőosztag lőtte agyon az Akershurs udvarán. Utolsó szavai ezek voltak: „Igazságtalanul ítéltek el, ártatlanul halok meg!” Meggyőződése volt, hogy a történelem rehabilitálja majd és ő lesz Norvégia második Szent Olafja. Úgy hitte, hogy tíz éven belül mártírként fognak már rá tekinteni.
Kivégzését követően testét elhamvasztották. Hamvai szüleivel közös sírban nyugszanak egy már elnéptelenedett dél-norvégiai település, Gjerpen temploma mellett levő temetőben.

## Személyisége
Az őt személyesen ismerő emberek szerint Quisling sose volt fegyelmezett, határozott egyéniség. A viták során hiányzott belőle a megfelelő képesség az érvelésre, igaza elérése érdekében gyakorta volt fenyegető és heveskedő is, noha a kritikára nyitottnak mutatkozott. A nyomásra nem tudott jól reagálni, hivatalos eseményeken is inkább a háttérbe húzódozott. Hajlamos volt rá, hogy összeesküvést feltételezzen. Sokat rontott a megítélésén a nyilvánvaló hataloméhsége, ami már a háború előtt is jellemezte.
Johan Galtung szociológus szerint Quisling egyfajta nárcisztikus személyiségzavarban szenvedett, amely egy mitikus, traumatikus komplexussal és megalo-paranoiával párosult. Sokban hasonlított személyisége Hitlerhez, de a legnagyobb különbség kettejük között, hogy Hitler képes volt a szereplésre. Quisling a nyilvánosság előtt nem remekelt és nem volt képes tömegeket meggyőzni, inkább volt egy politikai bohóc, akinek legfeljebb szimbolikus szerepekre futotta és folyton perifériára szorult. Hozzánemértését kompenzálni igyekezett mások (így az NSDAP) imitálásával, vagy az oly sokat emlegetett feltétel nélküli együttműködésével a megszállókkal.
Noha a második világháború utáni perekkel kapcsolatban a mai napig jogi aggályok merülnek fel, Quisling elítélésének és kivégzésének jogosságát soha nem kérdőjelezték meg. Norvégia népe már életében megvetette a Fører-t és a mai napig ugyanilyen megvetéssel emlékeznek rá.
Quisling tanult ember volt, széleskörű műveltséggel. Hivatali munkái során mindig korán kelt, hogy alaposan felkészüljön a napi teendőkre, és alaposan tanulmányozta a hivatalos dokumentumokat. Mindamellett szeretett mindenbe beleavatkozni, és eltúlozni a kitűzött terveket. A megszállás évei alatt alapos és aprólékos eljárásokat folytatott a munkában, így próbálván mutatni, hogy Norvégia továbbra is méltóságteljes, független és civilizált.
Szálasi Ferenchez hasonlóan nem hitt a német faji felsőbbrendűségben. Úgy tartotta, hogy Észak-Európa és az egész germánság legősibb népe a norvég, ezért az tekintendő felsőbbrendűnek, míg Szálasi a turáni fajt a nácik által hirdetett árja fajjal egyenrangú felsőbbrendűséggel ruházta fel.
Quisling elutasította a személyi kultuszt, és soha nem viselkedett vagy öltözködött kihívóan és látványosan.
Quisling komolyan érdeklődött a metafizika, a filozófia és a keleti vallások iránt, és hitt a reinkarnációban. Terjedelmes könyvtára volt, ahol Spinoza, Kant, Hegel és Schopenhauer munkáit gyűjtötte. Számos, terjedelmes írása keletkezett ilyen témákban, amelyben részben kínai hatásra egy univerzalista vallást, filozófiát és tudományt magába foglaló képet alakított, amely életelméletül szolgált, és az általa irányított Norvégia vallásává kívánta tenni. Elmélkedése és hittételeinek kidolgozása megszakadt, amikor a norvég kollaboráns kormányt vezette, majd fogsága és tárgyalása során ismét visszatért az univerzalizmushoz. Ekkor a háború eseményeit már úgy látta, mint Isten földi királysága felé tett lépéseket. és védőbeszédeiben is ezzel próbálta igazolni tetteit.
Bár mindkét felesége orosz volt, az ortodox kereszténység tanításait elutasította.

## Házasságai
Első feleségét, az orosz Alekszandra Andrejevna Voronyinát Ukrajnában ismerte meg, akivel házasságra lépett. Egy évvel esküvőjük után Quisling viszonyt kezdett egy másik orosz nővel, az ukrajnai születésű Marija Vaszilijevna Paszecnyikovával is. Quisling lényegét tekintve bigám életmódot folytatott mindkettejükkel 1924-ig. Együtt éltek Párizsban és Norvégiában, mígnem Quisling elvált Alekszandrától, és Mariját vette el (bár kézzelfogható dokumentum nincs a válásról). A két felesége közül Alekszandra élt a legtovább, ő 1993-ban hunyt el Kaliforniában.
Marija férje bebörtönzése után két hónapig nem tudott vele kapcsolatba lépni. Tárgyalása során gyakran látogatta, és tanúskodni is kívánt mellette, azonban nem tették lehetővé. Az asszony még Sztálin segítségét is kérni akarta férje érdekében, arra hivatkozva, hogy Quisling egykor nagy szolgálatot tett az oroszoknak is.
Kivégzése előtt Quisling még levélben elbúcsúzott Marijától, és a levélhez még egy hajtincset is csatolt.
Quisling mindkét házassága gyermektelen volt.